# Tîmcenkî, Ciornobai
Tîmcenkî (în ucraineană Тимченки) este localitatea de reședință a comunei Tîmcenkî din raionul Ciornobai, regiunea Cerkasî, Ucraina.

## Demografie
Componența lingvistică a localității Tîmcenkî
     Ucraineană (98%)
     Rusă (1,28%)
     Alte limbi (0,16%)
Conform recensământului din 2001, majoritatea populației localității Tîmcenkî era vorbitoare de ucraineană (98%), existând în minoritate și vorbitori de rusă (1,28%).